# Родріго Балдассо
Родріго Балдассо да Кошта (порт. Rodrigo Baldasso da Costa; 27 серпня 1980, Ленсойс-Пауліста, Бразилія) — бразильський футболіст, захисник клубу «Васко да Гама».

## Кар'єра
Родріго почав свою кар'єру в Бразилії, грав за місцевий клуб «Понте-Прета» і пробув там 3 сезони, ставши переможцем Кубку Лібертадорес 2005 року та чемпіоном Сан-Паулу.
У лютому 2005 року він перейшов в «Динамо» (Київ), з яким він підписав новий контракт в серпні 2006 року.
У грудні 2007 року він переходить в оренду до «Фламенго». У своєму першому матчі як розминці з Фламенго 7 лютого 2008, Родріго зламав руку, йому зробили операцію і він залишився поза полем протягом декількох місяців.
У липні 2008 року, Родріго переїхав до «Сан-Паулу» за договором позики до грудня 2008 року. У січні 2009 року кредитний договір був продовжений до липня 2009 року.
11 лютого 2010 року «Динамо» підтвердило, що 28-річний центральний захисник гратиме на правах оренди на один рік в «Греміо». Пізніше, в 2010 році, Родріго залишив «Греміо» задля міських суперників «Інтернасьйонала».
11 січня 2012 року він приєднався до клубу «Віторія» на правах вільного агента. Після 15 матчів за «Вікторію» перейшов у «Гояс» в 2013 році, зігравши 33 матчі.
З 2014 року виступає у клубі «Васко да Гама».

## Досягнення

### Командні
- Володар Суперкубка України (2): 2006, 2007
- Володар Кубка України (2): 2006, 2007
- Чемпіон України (1): 2006/07
- Чемпіон штату Ріо-де-Жанейро (1): 2008
- Чемпіон Бразилії (1): 2008
- Чемпіон штату Ріу-Гранді-ду-Сул (1): 2010